# 진남로 (부산)
진남로(Jinnam-ro, 鎭南路, 부산광역시도 제2001호선)는 부산광역시 남구 대연동 대연사거리와 연제구 연산동 이마트연제점 앞을 잇는 부산광역시의 도로이다. 전 구간 부산광역시도 제2001호선으로 지정되어 있다.

## 역사
진남로는 금련산과 황령산 서쪽 사면을 따라 조성된 시가지를 연결하는 도로이며, 1998년 4월 진남로로 명칭이 확정되었다. 연산동과 망미동에 인구가 증가하면서 상습 정체 구간인 연수로의 우회 도로 역할을 수행하고 있다.

## 명칭 유래
진남로라는 이름은 부산진의 남쪽에 위치하고 남구와 부산진구를 잇는 도로라는 의미를 담고 있다. 도로가 부산진구와 남구를 연결한다는 의미에서 두 구의 지명을 따온 것이기도 하고, 부산진성(釜山鎭城)의 남쪽이라는 의미도 지니고 있다.

## 현황
진남로는 금련산의 북서쪽 자락에서 시작해 황령산의 서쪽과 남서쪽 자락까지 이어지는 산복도로이다. 경로는 연제도서관 앞 삼거리에서 시작해 KT동부산지사, 부산진여자상업고등학교, 부산여자대학교, 전포화신거화1차APT, 전포APT, 대진APT, 전포돌산공원(구 문현공동묘지), 문현현대2차APT, 문현파크맨션, 부산혜성학교와 부산혜남학교, 연포교, 대연오양양지맨션, 대연초등학교를 지나 대연사거리 까지이다. 연제도서관 앞 삼거리에서 연수로와 교차하고, 대진아파트 앞에서는 봉수로와 교차하며, 대연사거리에서는 수영로, 유엔평화로와 교차한다.

## 주요 경유지
부산광역시
- 남구 대연동 - 부산진구 전포동 - 연제구 연산동

## 노선
| 이름              | 접속 노선                                 | 소재지            | 소재지            | 비고              |
| 유엔평화로와 직결 | 유엔평화로와 직결                         | 유엔평화로와 직결 | 유엔평화로와 직결 | 유엔평화로와 직결 |
| ----------------- | ----------------------------------------- | ----------------- | ----------------- | ----------------- |
| 대연사거리        | 부산광역시도 제20호선 (수영로) 유엔평화로 | 부산광역시        | 남구              |                   |
| (이름 없음)       | 못골로                                    | 부산광역시        | 남구              |                   |
| (이름 없음)       | 진남로34번길 진남로36번길                 | 부산광역시        | 남구              |                   |
| 부산세무고등학교  |                                           | 부산광역시        | 남구              |                   |
| 연포초등학교      | 남구청1길                                 | 부산광역시        | 남구              |                   |
| 연포교            |                                           | 부산광역시        | 남구              |                   |
| (이름 없음)       | 고등골로                                  | 부산광역시        | 남구              |                   |
| 문일교            |                                           | 부산광역시        | 남구              |                   |
| 전포고개          |                                           | 부산광역시        | 남구              |                   |
| 부산진구          |                                           | 부산광역시        |                   |                   |
| 전포삼거리        | 봉수로 동성로46번길                       | 부산광역시        |                   |                   |
| (대동파크APT)     | 진남로356번길                             | 부산광역시        |                   |                   |
| 동의과학대사거리  | 양지로                                    | 부산광역시        |                   |                   |
| 부산여자대학교    |                                           | 부산광역시        |                   |                   |
| 동의의료원사거리  | 양정로                                    | 부산광역시        |                   |                   |
| 이마트연제점 앞   | 부산광역시도 제32호선 (연수로) 황령산로   | 부산광역시        | 연제구            | 종점              |

## 주요 건물 및 시설
- KT 동부산연산지사 (부산광역시 연제구 진남로 608)
- 연제도서관 (부산광역시 연제구 황령산로 612)
- 감로사 (부산광역시 부산진구 진남로 432)
- 서면자동차운전전문학원 (부산광역시 부산진구 진남로356번길 56-11)
- 황령산레포츠공원 (부산광역시 부산진구 진남로328번길 99)
  - 부산진구 국민체육센터 (부산광역시 부산진구 진남로328번길 35)
- 전포돌산공원 (부산광역시 남구 문현동 산 24-1)
- 부산세무고등학교 (부산광역시 남구 진남로 82-19)
- 해연중학교 (부산광역시 남구 진남로110번길 25)
- 대연초등학교 (부산광역시 남구 진남로18번길 11)
- 연포초등학교 (부산광역시 남구 못골로 17)
- 동의과학대학교 (부산광역시 부산진구 양지로 54)
- 부산여자대학교 (부산광역시 부산진구 진남로 506)
- 부산진여자상업고등학교 (부산광역시 부산진구 진남로 524)
- 부산혜성학교 (부산광역시 남구 진남로166번길 10-9)
- 부산혜남학교 (부산광역시 남구 진남로166번길 10-19)